# Josef Jaromír Štětka
Josef Jaromír Štětka, uváděno též Josef Jaromír Štietka (15. července 1808 Liteň – 10. dubna 1878 Kutná Hora), byl český lékař a politik, v 60. letech 19. století poslanec Českého zemského sněmu a starosta Kutné Hory.

## Biografie
Narodil se v Litni na Berounsku, od svých devíti let bydlel u strýce v Praze. Zde následně absolvoval gymnázium a medicínu na Karlo-Ferdinandově univerzitě. Na škole se seznámil s českými obrozenci jako byli Jan Erazim Vocel, Karel Vladislav Zap, Josef Kajetán Tyl, Karel Hynek Mácha, Karel Havlíček Borovský nebo František Palacký. Po studiích přišel roku 1835 do Kutné Hory na návštěvu za příbuznými a brzy nato se v tomto městě usadil. Pracoval v Kutné Hoře jako praktický a soudní lékař. Zatímco hlavní městský lékař MUDr. August Dörell byl německy orientován, Štětka se snažil deklarovat jako český vlastenec. Po smrti Dörella se Štětka sám stal městským lékařem. Později se stal primářem veřejné nemocnice, která byla otevřena jeho iniciativou roku 1850. Byl aktivní i v společenském životě. Již krátce po příchodu do Kutné Hory zde vedl Výbor ctitelů Brandlových, který pořádal slavnost k 100. výročí smrti barokního malíře Petra Bradla. Výnos akce byl základem pro sbírku na výstavbu nemocnice.
Během revolučního roku 1848 Štětka dále zesílil své vlastenecké aktivity. Toho roku se stal prvním ředitelem městské knihovny v Kutné Hoře, kterou sám založil. Sepsal první tištěný katalog této knihovny. Podílel se na vzniku místního spolku divadelních ochotníků, pěveckého spolku Tyl, politického spolku Slovanská lípa a Měšťanské besedy, později Sokola. Publikoval drobné prózy, úpravy divadelních her a historických studií. Během studií vydával pod pseudonymem Jaromír Litněnský.
Po obnovení ústavního života v Rakouském císařství počátkem 60. let 19. století se zapojil do politiky. V zemských volbách v Čechách v roce 1861 byl zvolen v městské kurii (volební obvod Kutná Hora) do Českého zemského sněmu jako oficiální kandidát českého volebního výboru (Národní strana – staročeská). Rezignoval v lednu 1863.
Do sněmu se vrátil v doplňovacích volbách v říjnu 1873 (opět za městskou kurii, obvod Kutná Hora). Čeští poslanci tehdy na protest proti ústavnímu směřování Rakouska-Uherska praktikovali politiku pasivní rezistence, kdy bojkotovali práci zemského sněmu. Byli proto kvůli absenci zbavování mandátů a následně ovšem manifestačně opět voleni. Štětka byl takto znovu ve svém volebním okrsku zvolen v doplňovacích volbách v roce 1874, na jaře 1875, v únoru 1876 a v dubnu 1877. Fakticky ale v tomto období do práce sněmu nijak nepromluvil.
V období let 1864–1869 zastával funkci starosty Kutné Hory. Již předtím zasedal v městském zastupitelstvu. I po otevření nemocnice roku 1850 dále vybíral peníze na její činnost a rozšíření. V roce 1864 dokonce získal povolení úřadů vypsat k tomuto účelu loterii. Nová budova, která nahradila první provizorní nemocniční objekty, byla slavnostně otevřena v srpnu 1868 a Štětka v ní působil jako primář. Od roku 1873 zastával post okresního starosty. Zemřel v dubnu 1878.